# Tuc de Sacauva (Bausen)
El Tuc de Sacauva és una muntanya de 1.743 metres que es troba entre els municipis de Bausen, a la comarca de la Vall d'Aran i França. Es tracta del punt més septentrional de Catalunya.